# Fort George Cay
Fort George Cay ist eine kleine Insel des britischen Überseegebietes der Turks- und Caicosinseln mit einer Fläche von zirka 30 ha. Die Insel gehört zu einer Kette kleiner Cays im Norden der Caicosinseln zwischen den größeren Inseln Providenciales und North Caicos. Unmittelbare Nachbarinseln sind Dellis Cay im Norden, Stubbs Cay im Osten und Pine Cay im Süden. Wie diese ist auch Fort George Cay eine recht flache Sandinsel ohne viel Vegetation. Vor allem der Ostteil der Insel ähnelt einer langgestreckten, schmalen Sandbank.
Im 18. Jahrhundert errichteten die Briten auf dem Eiland ein Fort zu Abwehr von Piraten. Im Krieg von 1812 diente die Insel zur Sicherung der Caicosinseln gegenüber den Amerikanern. Aus dieser Zeit sind noch Überreste des Forts sowie einige Kanonen im Wasser vor der Insel zu finden.
Fort George Cay und die Gewässer um die Insel sind als Fort George Land and Sea National Park geschützt. Im Mai 2008 kolportierte Pläne, die Insel wie benachbarte Cays touristisch zu erschließen, dementierte der zuständige Minister umgehend.